# Chevrefoil

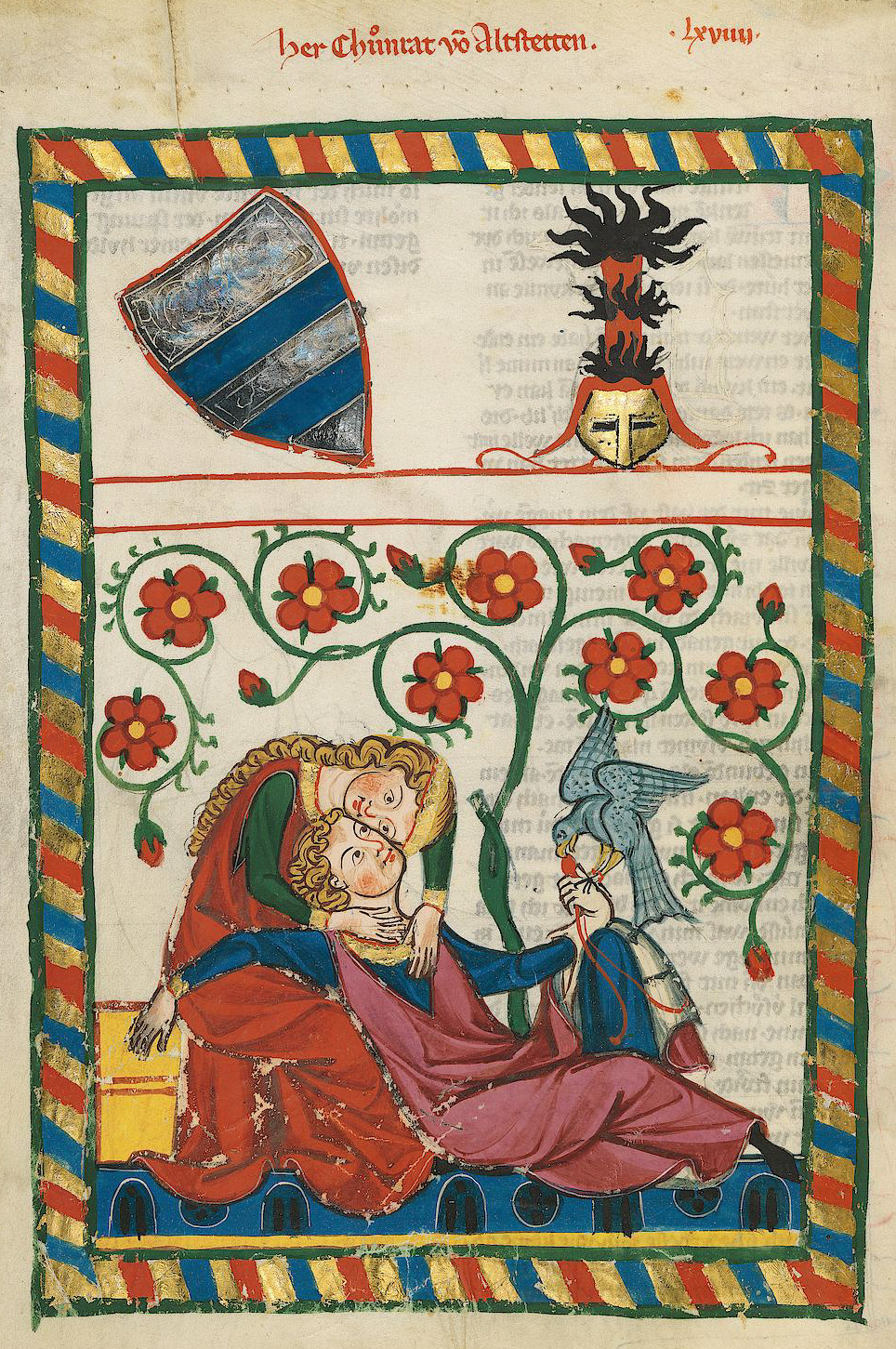
Rotblühende Rosenranken umschließen die Liebenden,Symbol ihrer Unzertrennbarkeit wie „Geißblatt und Haselrute“. Miniatur aus dem Codex Manesse, Cod. Pal. germ. 848, fol. 249v.

Chevrefoil, so lautet der anglonormannische Titel des „Lais vom Geißblatt“ (Neufranzösisch « Le lai du chèvrefeuille »).
Diese bewegende Versnovelle, welche eine kurze, geheime Begegnung Tristan und Isoldes, des berühmten ehebrecherischen Liebespaares, poetisch ausmalt, wird der ersten bekannten französischsprachigen Dichterin, Marie de France, zugeschrieben. Sie soll dieses Lied am englischen Königshofe Heinrichs II. und dessen Gemahlin, der Mäzenin Eleonore von Aquitanien, in einem altfranzösischen Dialekt, dem Anglonormannischen, vor 1189 geschaffen haben. Im Ausklang dieser Tristannovelle, in den Versen 112/113, behauptet Marie de France, Tristan selbst sei der Dichter gewesen, der zur Erinnerung an das abenteuerliche Stelldichein dieses Harfenlied, den „Lai vom Geißblatt“, komponiert habe:
V 112 Tristram, ki bien savait harper,

V 113 En avait fet un nuvel lai
V 112 Tristan, der gut Harfe spielen konnte

V 113 Hat daraus neues Lied gedichtet
In der Handschrift „H“ Harley 978 aus dem späten 13. Jahrhundert, welche alle zwölf Lais der Marie de France überliefert, findet man diese altfranzösische Verserzählung an elfter Stelle. Mit ihren 118 achtsilbigen Versen ist sie die kürzeste der zwölf Versnovellen Maries.
In ›Chevrefoil‹ setzt Marie eine ›aventure‹ aus dem irisch-bretonischen Tristan-Stoff in Szene, aus dem Sagengut der Matière de Bretagne.
Dieses „gioiello di poesia“, dieses „Juwel der Dichtkunst“ des Hochmittelalters, besticht durch seine starke Ausdruckskraft, insbesondere durch die Wahl einer floralen Metapher, welche für unauflösliche, lebenslange Liebe steht: sich windende Geißblatt-Zweige umschlingen einen Haselnuss-Stock. Denn trennt man Hasel-Strauch und Geißblattzweige voneinander, die in perfekter Symbiose leben, so müssen beide sterben. Unter Einfluss der bis an den französischsprachigen englischen Hof ausstrahlenden trobadoresken Ideologie der ›fin’amor‹ (altokzitanisch) überträgt Marie de France mit ihrer dichterischer Einbildungskraft diese florale Metapher auf die schicksalhaft-verhängnisvolle Bindung des mythischen Liebespaares Tristan und Isolde:
V 08 De lur amur qui tant fu fine

V 09 Dunt il eurent meinte dolur,

V 10 Puis en mururent en un jur.
V 08 Von ihrer Liebe, die so vollkommen war,

V 09 Und ihnen soviel Leid brachte

V 10 Dass sie am selben Tage starben.
Das Hasel-Geißblatt-Symbol wird in diesem Lai zum Sinnbild „vollkommener Liebe“ (V8 «  amur tant fine »), die nur im gemeinsamen Tod enden kann. Marie de France lässt den Haselnuss-Stock zum geheimen Erkennungszeichen Tristans und Isoldes werden. Dabei gelingt es der Dichterin, in zwei berühmt gewordenen Versen (V77/78) dem tragischen Schicksal des unzertrennlichen Paares einen expressiven Zauber zu verleihen. Diese faszinierende Wirkung erzielt Marie de France durch eine formale poetischen Struktur, durch das Stilmittel des Chiasmus in Vers 78:
V 77 ‘Bele amie, si est de nus:

V 78 Ne vus sanz mei, ne mei sanz vus!’
V 77 ‘Schöne Freundin, so ist’s mit uns:

V 78 Weder Ihr ohne mich, noch ich ohne Euch!’

## Inhalt
König Marke von Cornwall hat seinen Neffen Tristan wegen dessen ehebrecherischen Beziehung zu Königin Isolde aus seinem Reich verbannt. Aus Sehnsucht nach seiner Geliebten kehrt Tristan unter Gefahr für Leib und Leben aus der Verbannung zurück. Er versteckt sich in Wäldern, wohnt unerkannt bei einfachen Leuten und versucht durch List, heimliche Treffen mit Isolde zu arrangieren. Er erfährt, dass die Königin Pfingsten nach Tintagel reiten wird. Den Waldweg, durch den sie anreisen wird, kennt er gut. Tristan legt ihr dort das geheime Erkennungszeichen in den Weg. Dazu hat er eine Hasel-Rute in der Mitte durchgeschnitten, in vierkantige Form gebracht und seinen Namen darauf graviert. Schon früher hatte dieses Dingsymbol zu geheimen Treffen der beiden geführt (V57/58):

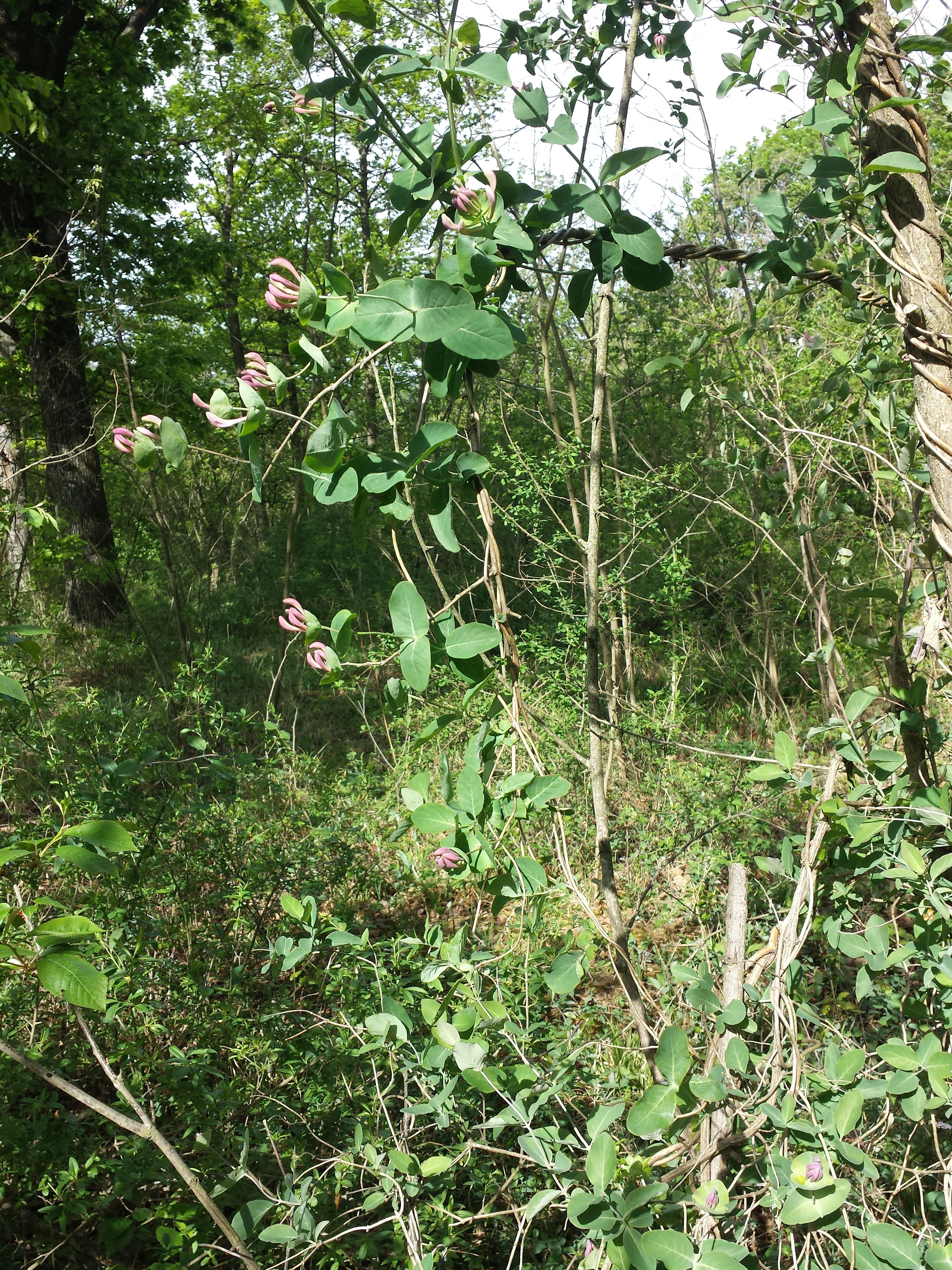
Wie mit dem Geißblatt, das sich um die Hasel rankt. (Verse 69–70)

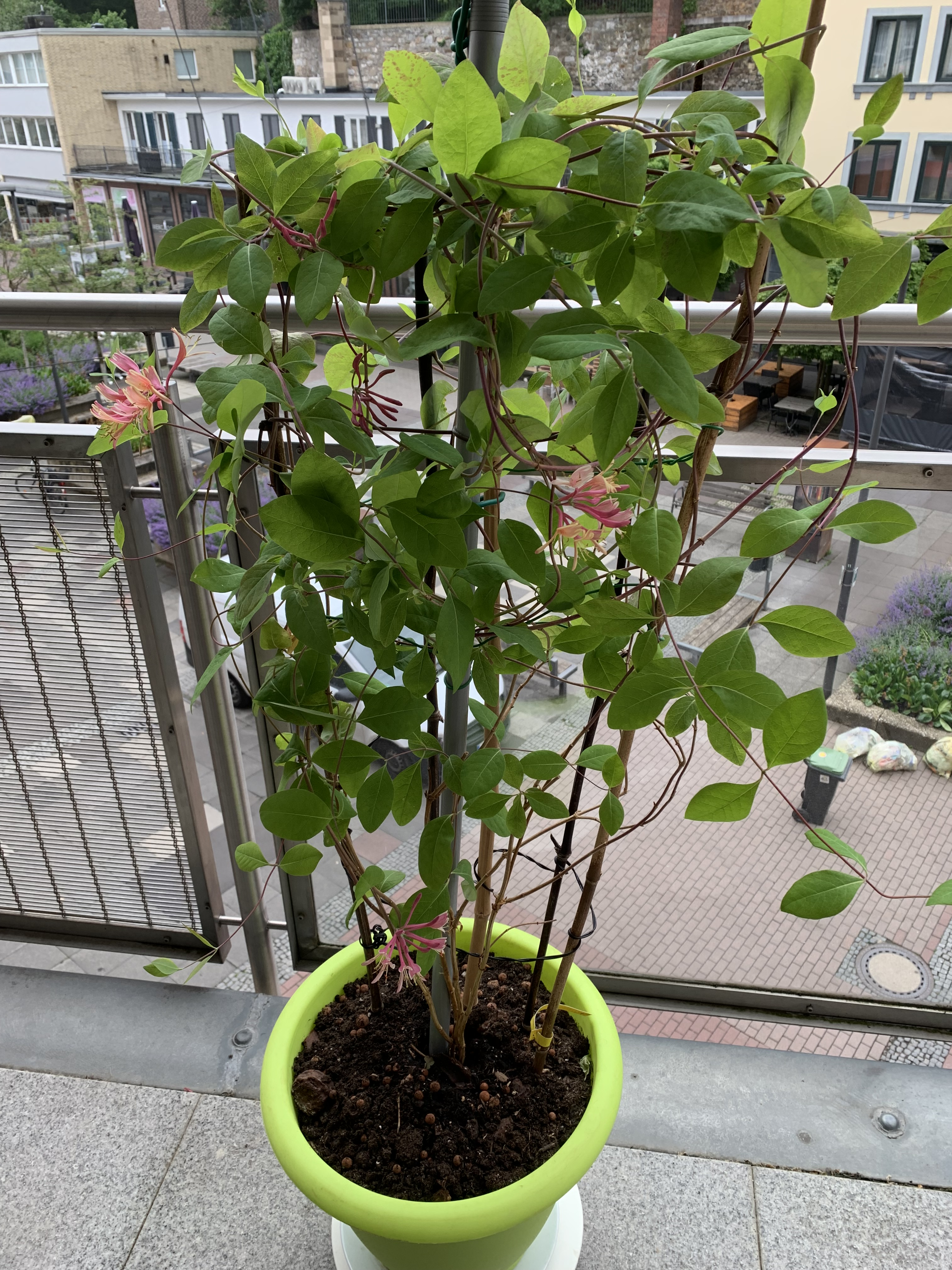
Wenn es sich an ihr festgebunden /
Und ganz den Stamm umschlungen hat / So können sie gemeinsam leben.
(Verse 71–73)

V 61 Ceo fu la summe de l’escrit

V 62 Qu’il li aveit mandé e dit

…

V 68 D’euls deus fu il autresi

V 69 Cume del chevrefoil esteit

V 70 Ki a la codre se perneit:

V 71 Quant il s’i est laciez e pris

V 72 E tut entur le fust s’est mis

V 73 Ensemble poënt bien durer

V 74 Mes ki puis les volt desevrer,

V 75 Li codres muert hastivement

V 76 E li chevrefoil ensement.

V 77 Bele ami, si est de nus:

V 78 Ne vus sanz mei, ne mei sanz vus!
V 61 Das war der Kern der Botschaft

V 62 Die er ihr hatte zukommen lassen

…

V 68 Mit den beiden war es genauso

V 69 Wie mit dem Geißblatt

V 70 Das sich um die Hasel rankt

V 71 Wenn es sich an ihr festgebunden

V 72 Und ganz den Stamm umschlungen hat,

V 73 So können sie gemeinsam leben.

V 74 Aber will man sie trennen,

V 75 So stirbt die Hasel schnell

V 76 Und das Geißblatt ebenso.

V 77 Schöne Freundin, so ist’s mit uns:

V 78 Weder Ihr ohne mich, noch ich ohne Euch!
Als Isolde den Haselstock erblickt, erkennt sie „alle Buchstaben darauf“ (v82 « tutes les letres i conut ») und begreift die Botschaft sofort. Unter dem Vorwand, sich ein wenig ausruhen zu wollen, lässt sie den Tross anhalten und entfernt sich in Begleitung ihrer treuen Dienerin Breguein von der Hofgesellschaft. Im Wald kommt es zu einem kurzen Wiedersehen mit Tristan. Sie lassen ihrer Freude freien Lauf. Isolde unterbreitet ihm einen Vorschlag, wie er sich mit seinem Onkel Marke aussöhnen könne, der seinen Neffen immer noch liebe. Schließlich verabschiedet sich das Paar unter Tränen.

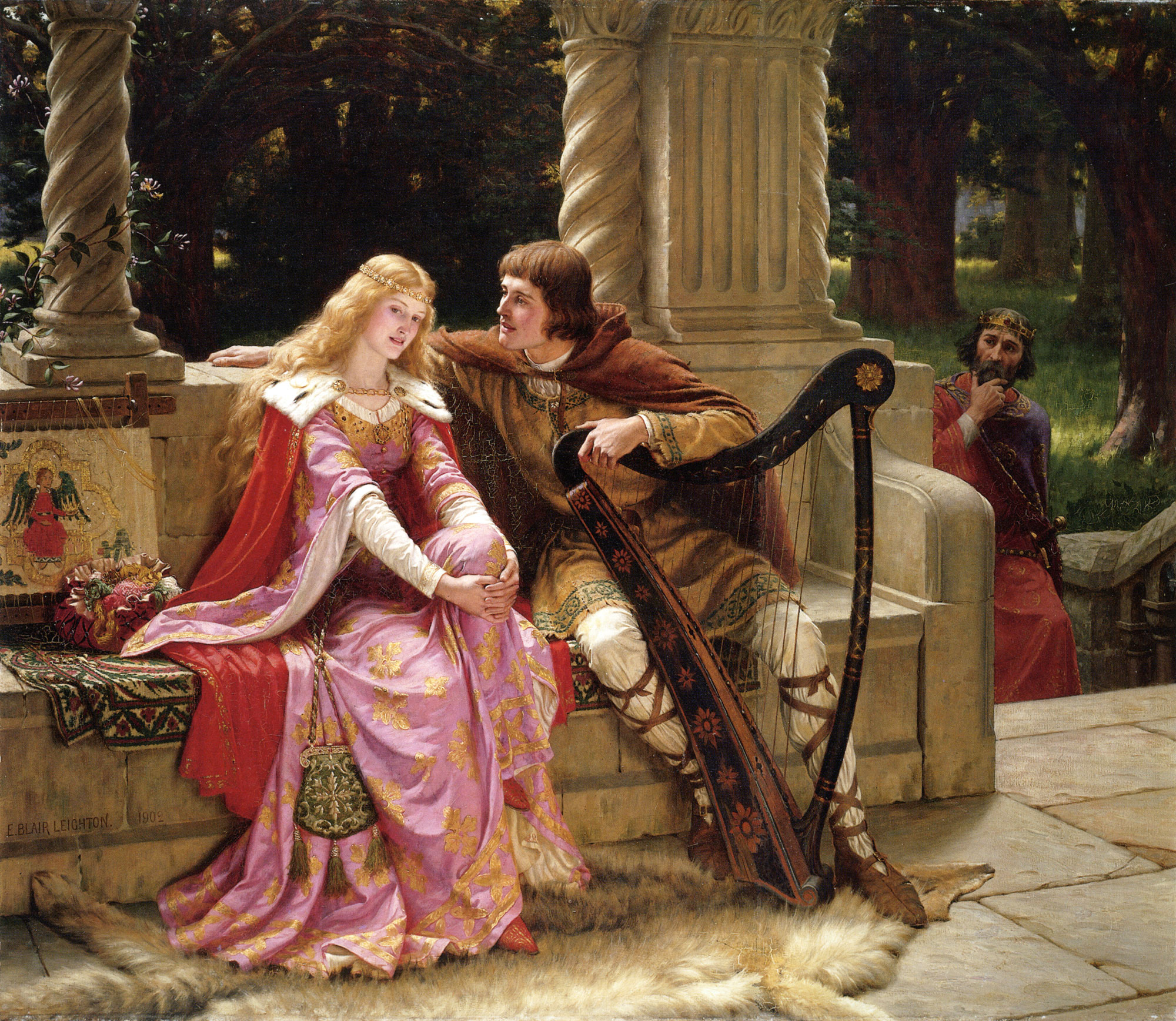
«Tristram, ki bien savait harper»„Tristan, der gut Harfe spielen konnte, hat daraus ein neues Lied gedichtet.“ (Verse 112/113)
Ölgemälde von Edmund Blair Leighton, 1901.

Zum Ausklang des Gedichts behauptet Marie de France, Tristan selbst habe das Lied vom Geißblatt gedichtet:
V 111 Pur les paroles remembrer

V 112 Tristram, ki bien savait harper,

V 113 En avait fet un nuvel lai …

V 115 Gotelef l’apelent en engleis

V 116 Chevrefoil le nument Franceis
V 111 Um die Worte in Erinnerung zu behalten

V 112 Hat Tristan, der gut Harfe spielte

V 113 Ein neues Lied gedichtet

V 115 Gotelef heißt es auf Englisch

V 116 Chevrefoil nennen es die Franzosen.

## Interpretationen

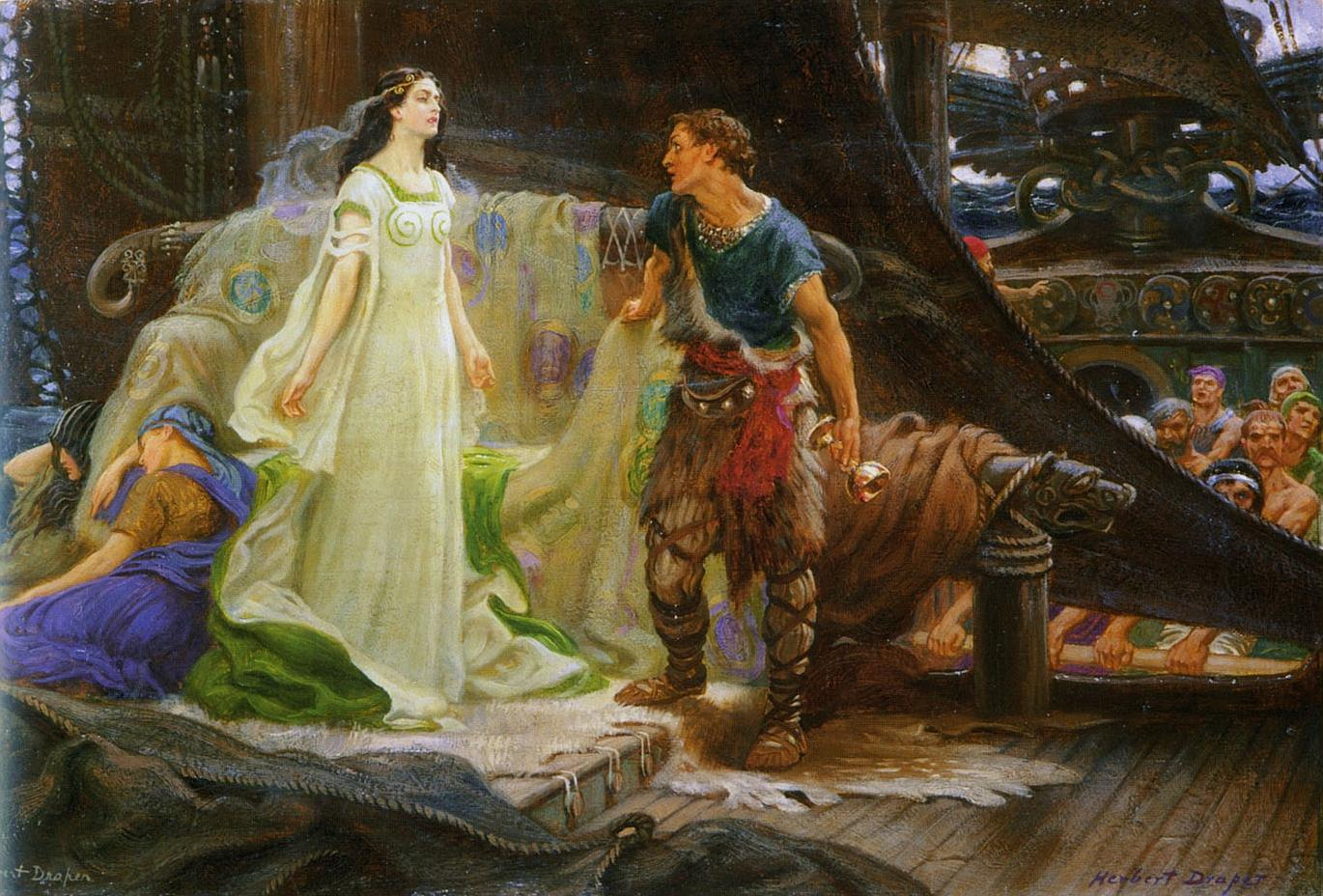
Tristan and IseultLiebstrank-Szene – Gemälde von Herbert James Draper

### Poetische Strukturen
Romanisten und Mediävisten wie Jean-Charles Payen und Kurt Ringger heben hervor, dass die Lais der Marie de France auch nach acht Jahrhunderten nichts an „Frische und Jugendhaftigkeit“ eingebüßt hätten:
«Ce sont des œuvres belles, où les hommes de tous les temps se peuvent reconnaître.» („Das sind schöne Werke, in denen sich Menschen jeder Epoche wiedererkennen können.“)
Kurt Ringger hat sich in seinem Buch ›Die Lais. Zur Struktur der dichterischen Einbildungskraft‹ die Aufgabe gestellt, den „geheimnisvollen Zauber dieser Lais, der immer noch wirkt“ zu lüften, indem er ihn auf poetische Strukturen inhaltlicher und formaler Art zurückführt.
So findet sich im Chevrefoil-Lai als inhaltliche poetische Struktur auch die Antizipation des Liebestodes (V7–10):
V 07 De Tristram e de la reïne,

V 08 De lur amur qui tant fu fine

V 09 Dunt il eurent meinte dolur,

V 10 Puis en mururent en un jur.
V 07 Von Tristan und der Königin,

V 08 Von ihrer Liebe, die so vollkommen war,

V 09 Und ihnen soviel Leid brachte

V 10 Dass sie am selben Tage starben.
Dieses Liebestod-Motiv bildet einen musikalischen Höhepunkt in Richard Wagners Oper Tristan und Isolde, 2. Akt, 2. Aufzug: 
Auf formaler Ebene unterstreicht eine chiastische Überkreuzung die zentrale Botschaft des Geißblatt-Hasel-Symbols, die unzertrennliche Liebesverbindung (V78): «Ne vus sanz mei, ne mei sanz vus!» („Weder Ihr ohne mich, noch ich ohne Euch.“)
Gottfried von Straßburg verwendet in seinem Versroman Tristan, entstanden um 1250, dasselbe formale Stilmittel, den Chiasmus:
V 129 ein man ein wîp, ein wîp ein man,

V 130 Tristan Isolt, Isolt Tristan.
Außerdem erfährt man bei Gottfried in den Versen 19.196–19.214, dass Tristan Lieder erfand und viele schöne Melodien komponierte. Darunter „den herrlichen Tristan-Leich“ (V19.201: „den edelen Leich Tristanden“), „den man überall so liebt und schätzt, solange diese Welt besteht.“ Und immer sang Tristan diesen Refrain dazu, und zwar in Altfranzösischem Dialekt:
V 19.213 Îsôt ma drûe, Îsôt m’amie,

V 19.214 En vûs ma mort, en vus ma vie.
V 19.213 Isolde, meine Geliebte, Isolde, meine Freundin

V 19.214 In Euch mein Tod, in Euch mein Leben!
In Maries 12. Lai, Eliduc, stehen ähnlich expressive Verse:
V 671 Vus estes ma vie et ma mort,

V 672 En vus est tut mun confort!
V 671 Ihr seid mein Leben und mein Tod,

V 672 In Euch mein Trost!
Im Explicit des Liedes vom Geißblatt (V 111-116) gelingt Marie de France ein ganz besonderer poetologischer Kunstgriff, nämlich eine Mise en abyme: der Protagonist des ›Chevrefoil‹, Tristan höchst persönlich, sei der Verfasser dieses Lais gewesen. Tristan habe diese „ewige Botschaft“ an Isolde aufschreiben wollen, damit die Worte nicht in Vergessenheit gerieten: „Dichten heißt für Marie Erinnern“, «remembrance», erinnerte Welt.

### Kontroverse Diskussionen
In zahlreichen Fachaufsätzen haben Philologen über die Frage gestritten, was genau Tristan auf die Hasel-Rute geschrieben hatte. Nur seinen Namen? So wie es in den Versen 53/54 heißt:
V 53 Quant il ad paré le baston,

V 54 De sun cutel escrit sun nun.
V 53 Als er den Stock abgeschabt hat,

V 54 Schreibt er mit dem Messer seinen Namen darauf.
Oder schnitzte er eine längere Botschaft auf den Stock? Der Chevrefoil-Text ist nicht eindeutig. Er lässt mehrere Lesarten zu. Denn im Vers 61 ist vom „Kern der Botschaft“ (« Ceo fu la summe de l’escrit ») die Rede, welche Tristan Isolde geschickt habe. Hatte er ihr diese Botschaft schon früher in einem Brief (« lettre ») zukommen lassen? Oder gravierte er sie als Buchstaben (« lettres ») auf den Stock, vielleicht in einer magischen, irisch-keltischen Ogham-Schrift? In den Versen 80–82 heißt es, dass die Königin, als sie den Stock sah, „alle Buchstaben darauf erkannte“ (« tutes les letres i connut »). Berühmte Romanisten wie Pierre Le Gentil und Rita Lejeune vertreten die These, Tristan habe den vollen Wortlaut der beiden „unsterblichen Verse“ 77/78 in den Stock eingeritzt:
V 77 ‘Bele amie, si est de nus:

V 78 Ne vus sanz mei, ne mei sanz vus!’
V 77  ‘Schöne Freundin, so ist’s mit uns:

V 78 Weder Ihr ohne mich, noch ich ohne Euch!’
Leo Spitzer hält dies dagegen für unwahrscheinlich, denn auf eine Hasel-Rute könne man wohl kaum einen längeren Text verewigen. Der Stock selbst sei die Botschaft, welche in diesem Ding-Symbol verschlüsselt sei.

## Verbindungen zum Tristan-Stoff

### Florale Metaphern
Eilhart von Obergs mittelhochdeutscher Versroman Tristrant und Isalde (um 1170), die einzig vollständig erhaltene Vers-Fassung der Tristanlegende, endet mit einer bewegenden floralen Metapher. Aus Isaldes Grab wächst ein Rosenbusch, aus Tristrants Leib sprießt eine Rebe hervor und beide Gewächse umranken sich untrennbar. Tristrant (Weinrebe) und Isalde (Rosenbusch) sind im Tode auf ewig vereint:
V 9709 und ward mir gesagt alsuß zwar

V 9710 der kunig ainen rosenbusch dar

V 9711 ließ setzten uff daß wib

V 9712 und ainen stock uff Tristandß lib

V 9713 von ainem winreben

V 9714 die wochsen ze samen eben,

V 9715 daß man sie mit kainen dingen

V 9716 mocht von ai ander bringen.
In einer Version des Prosa-Tristans, eines anonymen altfranzösischen Monumentalromans, dessen Überlieferungen, in mehr als 80 Handschriften, 500 Foliobände füllen, und der den Tristan-Stoff mit dem Lancelot-Graal-Zyklus verbindet (Tristan wird Artusritter), begegnet man einer sehr ähnlichen floralen Metapher.
Als König Marke nach dem Tode der Protagonisten vom Zauber des Liebestrankes erfährt und erkennt, dass Isolde und Tristan nicht aus freiem Willen heraus handelten, also unschuldig waren, ordnet er ein feierliches Begräbnis an. Er lässt die beiden in zwei Gräbern zur Linken und Rechten einer Kapelle bestatten:

« De dedens la tombe de Tristan yssoit une ronche belle et verte et foillue qui aloit par dessus la chapelle et descendoit le bout de la ronche sur la tombe d’Iseut et entroit dedens…. Le roy la fit par trois fois couper. A landemain restoit aussi belle et en autel estat comme elle avoit esté autrefois. »

„Aus dem Grabe Tristans spross ein schöner, grünbelaubter Dornenzweig. Er wuchs über die Kapelle hinweg und senkte sich in Isoldes Grab hinein… Der König ließ ihn dreimal abschneiden. Am nächsten Tag war er wieder im gleichen Zustand wie vorher.“

Nach Meinung von Joseph Bédier verfügten beide mittelalterliche Autoren wohl über die gleiche altfranzösische Vorlage, eine verschollene, hypothetische Estoire de Tristan et Iseut, einen archetypischen Ur-Tristan. Nach Meinung der französischen Germanistin Danielle Buschinger lässt sich dieser vermutete Ur-Tristan, die Estoire, mit Hilfe Eilharts Text rekonstruieren.

### Erkennungszeichen des Liebespaares
Im mittelalterlichen Textkorpus der Tristan-Sage erfährt der Leser, wie listenreich Tristan und Isolde vorgehen, um insgeheim Stelldicheins zu verabreden. Sie bedienen sich wie im ›Chevrefoil‹ vereinbarter Erkennungszeichen:
- Tristan schießt ein Reis, ein Zweiglein, in die Mähne von Isoldes Zelter:

      V 6771 Trÿstrand do ain rÿß schoß

      V 6772 deer kúngin pfärd in die mände
- Tristan vereinbart mit Isoldes treuer Zofe Brangäne, Ölbaum-Späne, die er mit T und I gekennzeichnet hat, in den Bach zu werfen, der die Frauengemächer durchquert:

     V 14.435 dar în sô werfet einen spân

     V 14.000 …

     V 14.441 als wir in danne ersehen dâ

     V 14.442 dâ bî bekennen wir iesâ,

     V 14.433 daz ir da bî dem brunnen sît.
- Ein anonymes anglonormannisches Gedicht, Le Donnei des Amants,[29] auch Tristan Rossignol (Tristan Nachtigall) genannt, erzählt, wie Tristan Vogelstimmen nachahmt, so den Nachtigallenschlag, um Isolde seine Anwesenheit mitzuteilen[30].[31] Li Donneis des amanz umfasst 1.210 Verse und ist im letzten Drittel des 12. Jahrhunderts am Hofe Eleonores geschaffen worden:

V  459 Entur la nuit, en un gardin

V  460 A la funtaine suz le pin,

V  461 Suz l'arbre Tristran se seieit,

V  462 E aventures yi atendeit.

  ...

V  465 Il cuntrefit le russinol,

V  466 La papingai e l'oriol,

V  467 Et les oiseals de la gaudine

V  468 Ysoud escote la reïne

     V 14.000 …

V  473 Mes par cel chant ben entendi

V  474 Ke près de luec ot sun ami

V  475 De grant engin esteit Tristans :

V  476 Apris l'aveit en tendres anz;

V  477 Chascun oisel sout contrefere

V  478 Ki en forest vent ou repeire
V  459 Gegen Nacht, in einem Garten

V  460 An der Quelle unter einer Kiefer,

V  461 Unter dem Baum saß Tristan,

V  462 Und wartete dort auf Aventures.

  ...

V  465 Er ahmte die Nachtigall nach,

V  466 Den Papagei und den Pirol,

V  467 Und die Vögel des Waldes

V  468 Königin Isolde lauscht

     V 14.000 …

V  473 Am Gesang erkennt sie,

V  474 Dass ihr Freund ganz in der Nähe ist

V  475 Tristran besitzt ein großes Talent:

V  476 Bereits in zarter Jugend hatte er gelernt;

V  477 Jeden Vogel nachzuahmen

V  478 Der im Wald fliegt oder wohnt.

### Tristan als Spielmann
In mittelalterlichen Texten werden die literarischen Figuren Tristan und Isolde als realhistorische Personen, als Dichter-Individuen vorgestellt. In diversen Textstellen und episodischen Gedichten aus dem Tristan-, Gral- und Artusstoff tritt Tristan persönlich als harfen- oder leierspielender Ménestrel auf. Er wird als Dichter, Komponist und begabter Instrumentalist zitiert, dem die Autorenschaft lyrischer Lais zugeschrieben wird.
In Gottfried von Straßburgs Versroman Tristan (um 1210) heißt es, dass Tristan für alle möglichen Saiteninstrumente Lieder und viele schöne Melodien erfand:
V 19.210 sô tihtete er schanzûne,

V 19.211 rundate und höfschiu liedelîn
V 19.210 so dichtete er Chansons,

V 19.211 Rondeaus und höfische Liedlein
Er ist zumal Autor „des edelen Leich Tristanden“ (V 19.201), „den man überall so liebt und schätzt, solange diese Welt besteht.“
In der Vierten Fortsetzung des Versromans Perceval von Chrétien de Troyes, in der sogenannten Gerbert-Fortsetzung, findet sich das lange Erzählgedicht « Tristan Ménestrel », ein Einschub von 1.524 Versen. Darin wird erzählt, wie König Marke ein großes Turnier veranstaltet. Tristan wittert eine Gelegenheit, unerkannt, Isolde wiederzusehen. Er verkleidet sich als Spielmann. Bei seinem Auftritt spielt er auf einer Flöte die geheime Erkennungsmelodie der Liebenden, das „Lied vom Geißblatt“, das er einstmals gemeinsam mit Isolde komponiert hat:
V 758 [Tristrans] En sa main a pris un flagueil,

V 759 Molt dolcement en flajola,

V 761 … le lai del Chievrefueil
V 758 [Tristan] hat eine Flöte in die Hand genommen,

V 759 Ganz sanft spielte er darauf

V 761 das Lied vom Geißblatt
Königin Isolde erkennt die Melodie sofort. Sie sagt in Vers 777: Es ist „der Lai, den ich und er zusammen gedichtet und komponiert haben“ (V 777 «Le lai que moi et lui feïsmes »).
Der altfranzösische Prosa-Tristan zeichnet sich durch eine Besonderheit aus. In diese Prosaerzählung sind Vers-Stücke eingebunden, mehrere « lais lyriques bretons », Gedichte, die Themen aus dem Kreis der Matière de Bretagne behandeln und teils Tristan zugeschrieben werden. So ist er zum Beispiel Verfasser des berühmten Lai mortal. Tristan tritt in diesem Prosaroman bei Musiker-Wettstreiten als unübertrefflicher Harfenist auf. Zu Beginn des Abschnitts, in dem erzählt wird, wie der eifersüchtige König Marke Tristan mit einer vergifteten Lanze tötet, heißt es:

« Or dist li contes que un jour estoit entrés mesire Tristan es cambres la roïne et harpoit un lay qu’il avoit fait. »

„Nun erzählt die Geschichte, dass eines Tages Messire Tristan ins Zimmer der Königin gekommen war und auf der Harfe einen Lai spielte, den er selber komponiert hatte.“

Der poetische Held wird in diesem Prosaroman zum größten Lai-Komponisten und Lai-Dichter aller Zeiten hochstilisiert.
In einer Szene des altprovenzalischen Versromans „Flamenca“ aus dem 13. Jahrhundert geben Spielleute ihr Bestes und tragen neue Lieder vor. Ein Trobador singt den Geißblatt-Lai und begleitet sich auf einer Leier:
V 599 L'uns viola lais del Cabrefoil,

V 600 E L'autre cel de Tintagoil;
V 599 Der eine sang den Geißblatt-Lai zur Leier,

V 600 Und ein anderer trug den Lai von Tintagel vor;

## Quelle der Marie de France
Marie de France behauptet in den Einleitungsversen, sie habe ›Chevrefoil‹ aus mündlicher und schriftlicher Überlieferung kennen gelernt:
V 5 Plusurs le me unt cunté et dit

V 6 E jeo l'ai trové en escrit.
V 5 Viele haben ihn mir erzählt

V 6 Und ich habe ihn geschrieben vorgefunden
Seit über hundert Jahren rätseln Romanisten und Mediävisten darüber, ob Marie de France wirklich eine für uns verlorene Urfassung des hypothetischen „edelen Leich Tristanden“, von dem Gottfried schwärmte, gekannt hat oder ob es sich bei dem angeblichen ›Ur-Chevrefoil‹ lediglich um ein literarisches Phantom handelt, das in mittelalterlichen Texten immer wieder als bekannt kursierte, dessen wörtlicher Inhalt aber nirgendwo überliefert ist.
Eine Berner Liederhandschrift enthält einen « Lais dou Chievrefuel », welcher Tristan zugeschrieben wird. Im Excipit erfährt man, warum das Liebesgedicht diesen Titel trägt:
ke por ceu ke chievrefiaus

est plus dous et flaire miaus

ait nom cist douls lais

chievrefuels li gais.
Eben weil das Geißblatt

Lieblicher ist und besser duftet

lautet der Name dieses sanften Lais

das schöne Geißblatt
Dieser Lai der Berner Liederhandschrift kann – mit Ausnahme des Titels – keinesfalls das Vorbild Maries gewesen sein, denn inhaltlich hat er nichts mit Maries ›Chevrefoil‹ gemein. Es fehlen der Bezug zum Tristan-Stoff und die Metaphorik, das Geißblatt als Dingsymbol für fatale, unzertrennliche Liebe.
Karl Warnke schreibt im Vorwort seiner Ausgabe der Lais de Marie de France im Jahre 1900:

„Meiner Ansicht nach hat also Marie hier wie überall ein bretonisches Lai gehört und die Erzählung zu diesem Lai in Verse gebracht. Überhaupt kann die Existenz von Lais, die einzelne Abenteuer von Tristan zum Gegenstand hatten, kaum in Abrede gestellt werden. Außer unserem Lai (gemeint ist ›Chevrefoil‹) kennen wir mittelbar oder unmittelbar noch drei episodische Gedichte über Tristan. … Was sie dieser und jener Quelle entlehnte, lässt sich nicht mehr sagen.“

Die überlieferten lyrischen Lais sind Mosaiksteinchen, welche kleinere Szenen aus dem großen Gesamt-Mosaik des Tristan-, Gral- und Artus-Stoffes behandeln. Die Frage, ob Marie de France eine Fremdvorlage für ihren Lai ›Chevrefoil‹ besessen hat, muss offen bleiben, denn bis heute hat die Forschung keinen solchen Urtext gefunden.
Bei Maries Behauptungen, sie habe diesen Geißblatt-Lai gehört und geschrieben vorgefunden (Incipit: Verse 5/6), und Tristan selbst sei sein Autor gewesen (Excipit: Verse 112-113), handelt es sich wohl um einen erzähltechnischen Kunstgriff dieser ersten französischsprachigen Dichterin, eine Autorfiktion.

### Handschriften
Der „Geißblatt-Lai“ der Marie de France ist uns in zwei Handschriften überliefert:
- Handschrift „H“: London, British Library, ms. Harley 978. Diese Handschrift ist vollständig digitalisiert. Der Chevrefoil-Lai befindet sich auf dem Server der British Library und umfasst die Folia: f.150v, f.151 und f.151v. Diese Handschrift ist im anglonormannischen Dialekt des Altfranzösischen gehalten. Sie wurde von einem Kopisten in England Mitte des 13. Jahrhunderts abgeschrieben. Im Anglonormannischen heißt „Geißblatt“ chevrefoil.

- Handschrift „S“: Paris, BnF, ms. nouv. acq. fr. 1104. Online auf: Gallica, Recueil de lais bretons. XIIIe siècle. Darin: Le Lay du chievrefueil: f65, f66, f67. Dieses Pergament stammt aus der zweiten Hälfte des 13. Jahrhunderts und ist in der Mundart von Paris, dem altfranzösischen Dialekt „Franzisch“ verfasst. In der franzischen Mundart heißt „Geißblatt“ chievrefueil.

### Editionen

#### Der Handschrift „H“ getreu folgend
- Alfred Ewert: Marie de France: Lais, Oxford 1944, Neue Ausgabe von Glyn Burgess, London 1995, Reprinted 2001, ISBN 1-85399-416-2. Diese handschriftgetreue Edition dient als Basis aller Chevrefoil-Zitate in diesem Artikel.[11]
- Jeanne Lods: Les Lais de Marie de France. Éditions Honoré Champion, Classiques français du Moyen Âge (CFM), Paris 1959.
- Philippe Walter: Marie de France: Lais. Zweisprachige Ausgabe (altfrz./neufrz.), Gallimard, Collection Folio, Paris, ISBN 978-2-07-040543-5.

#### Rekonstruierter Text auf Basis der Handschriften „S“ und „H“
- Karl Warnke (Hrsg.): Die Lais der Marie de France. Mit vergleichenden Anmerkungen von Reinhold Köhler. Zweite verbesserte Auflage, Halle, Niemeyer (Bibliotheca Normannica III), 1900. archive.org
- Karl Warnke (Hrsg.): Die Lais der Marie de France. Hrsg. v. Karl Warnke. Mit vergl. Anm. v. Reinhold Köhler, nebst Erg. v. Johannes Bolte. Dritte verbesserte Auflage, Verlag Niemeyer, Halle 1925.

### Übersetzungen und Nachdichtungen
- Philipp Jeserich: Marie de France: Lais. Reclam-Verlag, Stuttgart 2015, ISBN 978-3-15-019182-8.
- Wilhelm Hertz: Poetische Erzählungen nach altbretonischen Liebes-Sagen / Marie de France. Phaidon, Essen 1986, ISBN 3-88851-115-1 (Nachdichtung in gepaart reimenden Achtsilbern).
- Patricia Terry: The Honeysuckle and the Hazel Tree: Medieval Stories of Men and Women. University of California, 1995, ISBN 978-0-520-08379-0: (englisch Honeysuckle (Chevrefoil)).

### Bibliographien
- Bibliographie zu Marie de France auf Arlima (Les Archives de littérature du Moyen Âge, französisch).
- Glyn S. Burgess: An analytical bibliography – google books (englisch).

### Sekundärliteratur
- Joseph Bédier, Jessie L. Weston: Tristan ménestrel. Extrait de la continuation de Perceval, par Gerbert. In: Romania. 35, 1906 (persee.fr).
- Keith Busby: Der Tristan Ménestrel des Gerbert de Montreuil und seine Stellung in der altfranzösischen Artustradition. In: Vox Romanica. Band 42, 1983, S. 144–156. doi:10.5169/seals-32884.
- Tatiana Fotitch, Ruth Steiner: Les lais du roman de Tristan en prose d’après le manuscrit de Vienne 2542. Kritische Ausgabe. Münchener Romanistische Arbeiten, Heft 38, Wilhelm Fink Verlag, München, 1974.
- Philippe Ménard: Les lais de Marie de France. Contes d’amour et d’aventures du Moyen Âge. Presses Universitaires de France, Paris 3. Auflage 1997, ISBN 2-13-047370-9.
- Guy R. Mermier: En relisant le Chevrefoil de Marie de France. In: The French Review. vol. 48, N° 5 (April, 1975), S. 864–870, JSTOR:389335.
- Kurt Ringger: Die ›Lais‹. Zur Struktur der dichterischen Einbildungskraft der Marie de France. Max Niemeyer Verlag Tübingen 1973, ISBN 3-484-52042-6.
- Beate Schmolke-Hasselmann: Tristan als Dichter: Ein Beitrag zur Erforschung des lai lyrique breton. In: Romanische Forschungen. 98. Band, Heft 3/4, 1986, S. 258–276, JSTOR:27939568.
- Leo Spitzer: Marie de France – Dichterin von Problem-Märchen. In: Zeitschrift für Romanische Philologie, 50/1930, S. 29–67 (gallica.bnf.fr).
- Leo Spitzer: La «lettre sur la baguette de coudrier » dans le lai du Chevrefeuil. In: Romania, Band 69, Nr. 273, 1946, S. 80–90 (persee.fr).
- Henriette Walter: Honni soit qui mal y pense: L’incroyable histoire d’amour entre le français et l’anglais. Robert Laffont, Paris 2001, ISBN 2-253-15444-X.